# 郭鼎藩
郭鼎藩（16世紀—17世紀），字瀚宇，號斗衡，陝西西安府涇陽縣人，明朝政治人物。

## 生平
郭鼎藩是萬曆三十四年（1606年）丙午科舉人，授沔縣教諭，當時李自成率兵入侵沔縣，知縣怯懦不能應對，他就負起責任守城，鼓勵義勇、親自迎戰，又隻身入對方軍營以理勸諭，不久流寇離開，城池或全，沔縣人刻石紀錄其功績。上級得知此事，讓他和同時捍衛敵人有功的西鄉縣教諭蔣汝艾分別署任鳳縣和南鄭知縣，他在鳳縣期間招撫流民、殲滅盜賊、減免稅賦，人民用歌謠「一清徹底」來稱頌，陞應州知州，未就任就已去世，著有《青箱別集》、《洞庭記》、《敵秋齋詩集》流傳。
兒子郭如儼，中順治六年進士。

## 引用
1. 1 2  宣統《涇陽縣志·卷十二·列傳》：郭鼎藩，字瀚宇，號斗衡，萬歷丙午舉人，授沔縣教諭，時流寇率數萬薄城下，縣令懼，鼎藩泣勵義勇，慨然以城守自任，隻身入營以理諭之，寇圍解邑賴以安，陞應州知州未任而卒，所著有《青箱別集》、《洞庭記》、《敵秋齋詩集》，子如儼，順治己丑進士。
2. ↑  四庫全書《陜西通志·卷五十七下·人物三 廉能下》：郭鼎藩，字翰宇，涇陽人，沔縣教諭；蔣汝艾，字玉衡，興安人，西鄉教諭，寇薄沔，沔令恇怯，鼎藩慨然以城守為己任，泣勵義勇、親冒矢石，賊被創去，攻西鄉，汝艾亦率衆破之，當事稔其才，使鼎藩署鳳縣，汝艾署南鄭，兩人皆招撫流移，殲捕盜賊，克稱其職。 《涇陽志》
3. ↑  四庫全書《陜西通志·卷五十三·名宦四》：郭鼎藩，字翰宇涇陽人，萬厯丙午舉人，初為沔縣教諭，適遇逆闖率賊數萬夜薄城下，縣令恐懼，鼎藩慨然以城守自任，泣勵義勇、親冒矢石，賊被創以去，沔人勒石紀績，尋署事鳳縣，寛賦税、除強暴，士民有「一清徹底」之謠。 賈志